# Coppa Italia (pallavolo maschile)
La Coppa Italia è una competizione pallavolistica italiana, organizzata da FIPAV e Lega Pallavolo Serie A, che si disputa con cadenza annuale. Il torneo, istituito nel 1978, si disputa solitamente nei primi mesi dell'anno solare.
La formazione vincitrice, oltre al trofeo, si aggiudica la possibilità di disputare la Supercoppa italiana e si garantisce l'accesso ad una competizione europea per la stagione successiva.

## Albo d'oro
| Edizione         | Edizione                         | Podio              | Podio                                         | Podio              |
| Anno             | Sede della finale                | Campione           | Risultato                                     | Finalista          |
| ---------------- | -------------------------------- | ------------------ | --------------------------------------------- | ------------------ |
| 1978-79 dettagli | Venezia Palasport Taliercio      | Panini             | Competizione svolta con la formula dei gironi |                    |
| 1979-80 dettagli | Modena PalaMolza                 | Panini             | Competizione svolta con la formula dei gironi |                    |
| 1980-81 dettagli | Ancona PalaVeneto                | Virtus Sassuolo    | Competizione svolta con la formula dei gironi |                    |
| 1981-82 dettagli | Battipaglia PalaZauli            | Parma              | Competizione svolta con la formula dei gironi |                    |
| 1982-83 dettagli | Firenze Palasport I.T.I.         | Parma              | Competizione svolta con la formula dei gironi |                    |
| 1983-84 dettagli | Forlì Palasport Villa Romiti     | Zinella Bologna    | Competizione svolta con la formula dei gironi |                    |
| 1984-85 dettagli | Chieti PalaCUS                   | Panini             | Competizione svolta con la formula dei gironi |                    |
| 1985-86 dettagli | Arona Palasport                  | Panini             | Competizione svolta con la formula dei gironi |                    |
| 1986-87 dettagli | Non in sede unica                | Parma              | Competizione svolta con la formula dei gironi |                    |
| 1987-88 dettagli | Non in sede unica                | Panini             | Al meglio delle 3 sfide                       | Zinella Bologna    |
| 1988-89 dettagli | Non in sede unica                | Panini             | Al meglio delle 3 sfide                       | Treviso            |
| 1989-90 dettagli | Milano PalaTrussardi             | Parma              | 3 - 2 (15-6, 15-10, 8-15, 9-15, 15-11)        | Panini             |
| 1990-91 dettagli | Venezia Palasport Taliercio      | Porto Ravenna      | 3 - 0 (15-12, 15-13, 15-9)                    | Gonzaga Milano     |
| 1991-92 dettagli | Villorba PalaVerde               | Parma              | 3 - 2 (13-15, 5-15, 15-5, 16-14, 15-12)       | Gonzaga Milano     |
| 1992-93 dettagli | Napoli PalaArgento               | Treviso            | 3 - 0 (15-13, 15-13, 15-9)                    | Parma              |
| 1993-94 dettagli | Perugia PalaEvangelisti          | Daytona            | 3 - 1 (9-15, 15-12, 15-6, 15-12)              | Parma              |
| 1994-95 dettagli | Roma Palazzo dello Sport         | Daytona            | 3 - 1 (15-12, 15-9, 9-15, 15-4)               | Treviso            |
| 1995-96 dettagli | Firenze Palasport                | Cuneo              | 3 - 2 (15-13, 15-17, 13-15, 15-12, 15-13)     | Treviso            |
| 1996-97 dettagli | Siena PalaSclavo                 | Daytona            | 3 - 0 (15-9, 15-4, 15-9)                      | Cuneo              |
| 1997-98 dettagli | Firenze Palasport                | Daytona            | 3 - 0 (17-15, 15-13, 15-11)                   | Cuneo              |
| 1998-99 dettagli | Roma Palazzo dello Sport         | Cuneo              | 3 - 0 (15-13, 15-9, 15-3)                     | Treviso            |
| 1999-00 dettagli | Assago Filaforum                 | Treviso            | 3 - 0 (25-20, 25-14, 27-25)                   | Gabeca             |
| 2000-01 dettagli | Ancona PalaRossini               | Lube               | 3 - 0 (27-25, 25-17, 25-18)                   | Treviso            |
| 2001-02 dettagli | Assago Filaforum                 | Piemonte           | 3 - 0 (25-18, 25-20, 25-23)                   | Parma              |
| 2002-03 dettagli | Trento PalaTrento                | Lube               | 3 - 2 (18-25, 26-24, 17-25, 27-25, 15-11)     | Treviso            |
| 2003-04 dettagli | Firenze Palasport                | Treviso            | 3 - 0 (25-18, 25-23, 25-18)                   | Piemonte           |
| 2004-05 dettagli | Forlì PalaGalassi                | Treviso            | 3 - 0 (25-22, 25-20, 22-22)                   | Callipo            |
| 2005-06 dettagli | Forlì PalaGalassi                | Piemonte           | 3 - 1 (25-23, 19-25, 25-18, 25-19)            | Piacenza           |
| 2006-07 dettagli | Assago Datchforum                | Treviso            | 3 - 0 (25-20, 25-22, 25-13)                   | M. Roma            |
| 2007-08 dettagli | Assago Datchforum                | Lube               | 3 - 0 (25-19, 25-19, 25-23)                   | M. Roma            |
| 2008-09 dettagli | Forlì PalaGalassi                | Lube               | 3 - 1 (25-21, 15-25, 25-20, 25-23)            | Piemonte           |
| 2009-10 dettagli | Montecatini Terme PalaTerme      | Trentino           | 3 - 1 (28-26, 25-15, 20-25, 27-25)            | Piemonte           |
| 2010-11 dettagli | Verona PalaOlimpia               | Piemonte           | 3 - 0 (25-17, 25-19, 25-22)                   | Trentino           |
| 2011-12 dettagli | Roma PalaLottomatica             | Trentino           | 3 - 2 (21-25, 22-25, 25-22, 25-21, 18-16)     | Lube               |
| 2012-13 dettagli | Assago Mediolanum Forum          | Trentino           | 3 - 1 (25-17, 25-16, 21-25, 25-23)            | Lube               |
| 2013-14 dettagli | Bologna PalaDozza                | Piacenza           | 3 - 0 (28-26, 25-21, 25-19)                   | Sir Safety Perugia |
| 2014-15 dettagli | Bologna PalaDozza                | Modena             | 3 - 1 (25-19, 25-19, 23-25, 25-12)            | Trentino           |
| 2015-16 dettagli | Assago Mediolanum Forum          | Modena             | 3 - 0 (25-19, 25-22, 25-13)                   | Trentino           |
| 2016-17 dettagli | Casalecchio di Reno Unipol Arena | Lube               | 3 - 1 (25-21, 23-25, 25-15, 25-20)            | Trentino           |
| 2017-18 dettagli | Bari PalaFlorio                  | Sir Safety Perugia | 3 - 1 (16-25, 25-22, 25-20, 27-25)            | Lube               |
| 2018-19 dettagli | Casalecchio di Reno Unipol Arena | Sir Safety Perugia | 3 - 2 (21-25, 21-25, 26-24, 25-23, 15-13)     | Lube               |
| 2019-20 dettagli | Casalecchio di Reno Unipol Arena | Lube               | 3 - 2 (21-25, 25-23, 25-23, 34-36, 15-10)     | Sir Safety Perugia |
| 2020-21 dettagli | Casalecchio di Reno Unipol Arena | Lube               | 3 - 1 (25-17, 18-25, 25-17, 25-17)            | Sir Safety Perugia |
| 2021-22 dettagli | Casalecchio di Reno Unipol Arena | Sir Safety Perugia | 3 - 1 (25-17, 25-17, 23-25, 25-23)            | Trentino           |
| 2022-23 dettagli | Roma Palazzo dello Sport         | You Energy         | 3 - 0 (25-22, 25-17, 25-23)                   | Trentino           |
| 2023-24 dettagli | Casalecchio di Reno Unipol Arena | Sir Safety Perugia | 3 - 1 (22-25, 25-21, 25-15, 25-23)            | Milano             |
| 2024-25 dettagli | Casalecchio di Reno Unipol Arena | Lube               | 3 - 2 (26-24, 25-15, 23-25, 21-25, 15-10)     | Verona             |